# マツダ・ルーチェロータリークーペ
ルーチェロータリークーペ（Luce Rotary Coupe）は、東洋工業（現・マツダ）が1969年から1972年まで製造・発売した前輪駆動の2ドアクーペである。開発コードはRX87。

## 概要

### プロトタイプ
1967年10月26日から開催された第14回東京モーターショーのマツダブースに、「ファミリアロータリークーペ」のプロトタイプ「RX85」とともに、初代ルーチェをベースとした「RX87」が出展された。これらのコンセプトカーは、この年発売となったコスモスポーツに次ぐ第2、第3のロータリーエンジン搭載乗用車の発売が秒読み段階に入っていることが示され、大きなセンセーションを巻き起こした。
RX87のボディはルーチェには存在しない2ドアのハードトップで、低く長い独特のプロポーションを持っていた。なお、後の生産型とは異なり、この年のプロトタイプではラジエーター部の格子がヘッドライトに伸び、三角窓も残されていた。タイヤサイズもセダンと同じ14インチで、セダンと同じホイールとホイールキャップを装着していた。
機構的にはマツダ初の前輪駆動の採用が注目された。前輪駆動のシャシーに縦置きするためにエンジン長を短く（薄く）する目的で、ロータリーエンジンもコスモやファミリアの10A型よりもローター外径とローターハウジング内径を大きくした、専用設計の13A型が搭載された。なお、マツダのロータリーエンジン市販車で前輪駆動を採用した車種は、欧州市場と日本市場で販売されるMX-30のシリーズ式プラグインハイブリッドモデル「e-SKYACTIV R-EV」が登場するまで、本車のみであった。
RX85は1968年6月に「ファミリアロータリークーペ」として市販化され、たちまち人気車種となったが、RX87は翌1968年10月の第15回東京モーターショー会場のマツダブースに再び最終試作型が展示された。エクステリアではヘッドライトが露出した新しい形状のフロントグリル、日本初となる三角窓のないハードトップボディ、コスモスポーツ後期型と同じ165HR15のラジアルタイヤ、大型化され横長となったテールランプなどが特徴であった。内装も変更され、生産型ルーチェとの違いが明確化された。この第15回東京モーターショーには、同じくジョルジェット・ジウジアーロの作品であるいすゞ・117クーペの最終試作型も展示され、イタリアンデザインの高級パーソナルカーの競作として注目された。なお、この最終試作型までは前輪のみならずリアサスペンションのスプリングはコイルではなく、ラバー・イン・トーションバーであった。これは軽自動車のR360クーペ、キャロルで実績を積んだ方式であった。
1969年10月15日にようやく「ルーチェ・ロータリークーペ」は発売されたが、この年の10月24日に開始された第16回東京モーターショーにも、市販モデルとともに「コーンシールド型」が参考出品された。これは運転席から操作できる「コンシールド・ヘットランプ」を備えたモデルで、ライトを閉じた姿は当時のシボレー・カマロなど、アメリカ車の影響が見受けられるものであった。「モーターマガジン」1969年12月号には「正式にカタログに載れば当然これがシリーズの最高級モデルということになろう。ヘッドライトの形式が異なる他はシャシー、パフォーマンスともベースモデルと同じである」と記述されたが、市販には至らなかった。
3回の参考出品車の概要をまとめると下記の通りとなる。
| 開催年（開催回数） | 仕様                                                               | 出典  |
| ------------------ | ------------------------------------------------------------------ | ----- |
| 1967年（第14回）   | ラジエーター部のグリルの格子がヘットライトに伸びている。三角窓あり | [ 3 ] |
| 1968年（第15回）   | 市販型とほぼ同じ形状、リアサスペンションが異なる                   | [ 4 ] |
| 1969年（第16回）   | 市販型と異なるコンシールド・ヘットランプ型、市販化されず           | [ 5 ] |

### 市販型
市販型のボディサイドにも「RX87」のエンブレムが装着され、ショーモデルの直系であることをアピールしていた。655cc×2ローターの13A型ロータリーエンジンは126馬力を発生し、最高速度は190km/hと公表され、カタログでのキャッチコピーは「ハイウェイの貴公子」であった。グレードは基本となる「デラックス」（145万円）と、パワーステアリング、パワーウィンドウ、エアコン、カーステレオ、レザートップが追加装備される上級の「スーパーデラックス」（175万円）の2種類があった。これは、120万円前後であったトヨタ・クラウンハードトップなどの上級モデルより一段高価で、ハンドメイドであったいすゞ・117クーペの172万円に匹敵した。
117クーペはレシプロエンジン、後輪駆動、後輪リジッドアクスルなどのオーソドックスな機構を持ち、機構的には他のいすゞ乗用車との互換性が高かったが、それに対してルーチェロータリークーペは前輪駆動など、ルーチェセダンはもとより他のロータリーエンジン車との互換性が乏しい車種となった。機構的にはチェーン駆動式オイルポンプ、水冷式オイルクーラー、ラバー・イン・トーションバーの前輪スプリングが特徴的であった。内装も伝統的なウッドパネルと完備した計器類を持つ117クーペに対して特徴に乏しく、ドア内張りなど細部のデザインはイタリアンデザインよりも既存のマツダ乗用車のものに近かった。ボディサイズはルーチェセダンと比較すると全長で215mm、ホイールベースで80mm大きい。
自動車雑誌「カーグラフィック」1969年12月号の小林彰太郎の「ロード・インプレッション」では、「何らストレスなしに7,500rpmまで回るエンジン」「すばらしいの一語に尽きる」ブレーキ、「サイレント・スポーツクーペの名にふさわしい」静粛性、「法さえ許せば140km/hが快適な巡航速度」の高速性能、0-400ｍ加速17.1秒の駿足ぶりなどが絶賛された中で、マツダ初のパワーステアリングだけが「せっかくよい車を大いにスポイルしている」「路面の感覚を全くドライバーから奪ってしまう」「直進付近の反応が過敏」「横風の強い日など修正する細かい操舵にとても気を使うので疲れた」と酷評された。ただし全体的には「前輪駆動の欠点をよく克服し長所を伸ばすのに成功している」と評された。
しかし、市場に出たルーチェロータリークーペはオーバーヒート、大きな前輪荷重によるアンダーステア、ドライブシャフトからの異音など、熟成不足や信頼性の面での疑問が指摘された。これらの問題の結果、117クーペ以上に販売台数は伸びず、1972年9月の生産打ち切りまでに976台が製造されたに過ぎない。コスモスポーツ同様、価格的にマツダ車の顧客層にはミスマッチであったことも不振の一因であった。
さらに、マツダは補修部品の供給にもあまり熱心ではなかったようで、1970年代後半の自動車雑誌に早くもパーツ難を訴えるユーザーの声が散見されたほどであり、117クーペが「発売以来の10年間にほとんど廃車が出なかった」と言われ今日でも多数が残存するのとは対照的に、ルーチェロータリークーペの現存台数はごく少ない。